# Hydriomena columbiata
Hydriomena columbiata är en fjärilsart som beskrevs av Taylor 1906. Hydriomena columbiata ingår i släktet Hydriomena och familjen mätare. Inga underarter finns listade i Catalogue of Life.